# سوناكوم 25L4
سوناكوم 25L4 هي حافلة للنقل الحضري من الفئة الصغيرة تنتجها شركة الشركة الوطنية للعربات الصناعية الجزائرية، عدد ركابها 25 مقعد، وتجهز بمحرك 4 أسطونات في خط وهو نفس المحرك الذي يتم إستخدامه في شاحنة سوناكوم كاي 66 ، هاته الحافلة كانت رائجة جداً في قطاع النقل الحضري فترة التسعينات إلا أنها تراجعت مع مطلع الألفية بعد غزو المنتجات الآسيوية للسوق .

## أبرز منافسيها في الجزائر

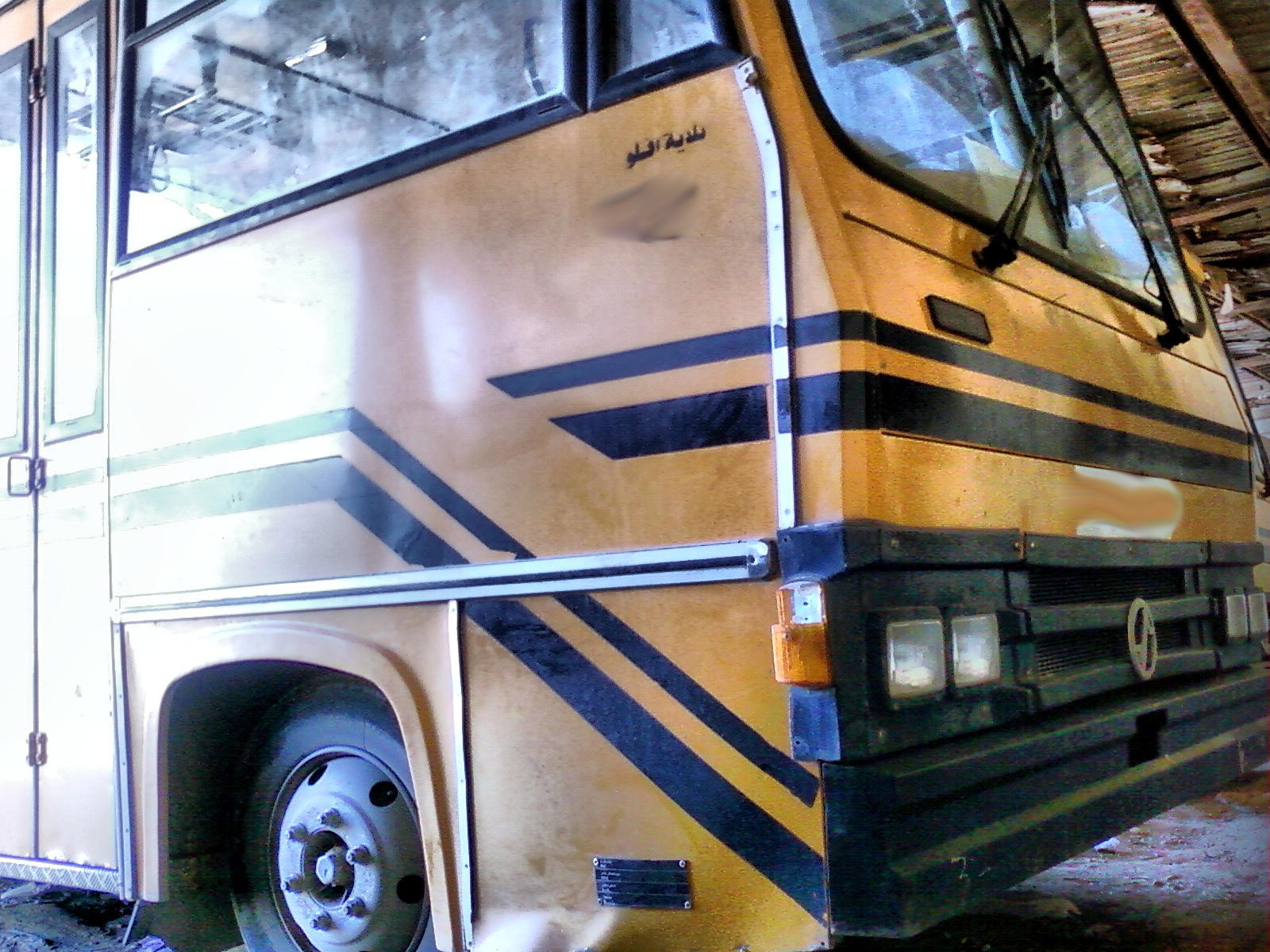
نسخة النقل المدرسي

- Fiat 329
- Ikarus-Renault 543
- Isuzu MD27
- Hyundai County [الإنجليزية]